# Улица Вилиса Лациса (Москва)
У́лица Ви́лиса Ла́циса (название с 26 мая 1967 года) — улица в Северо-Западном административном округе города Москвы в районе Северное Тушино.

## История
Улица получила своё название 26 мая 1967 года в память о латышском писателе и государственном деятеле В. Т. Лацисе (1904—1966).

## Расположение
Улица Вилиса Лациса проходит от Планерной улицы на север, поворачивает на запад, затем на юго-запад и снова на запад (прежнюю трассу на юго-запад продолжает Туристская улица), поворачивает на юго-запад, затем на юго-восток и проходит до улицы Героев Панфиловцев. Между улицей Вилиса Лациса и МКАД расположен Алёшкинский лес. Между улицей Вилиса Лациса и Планерной улицей расположено электродепо «Планерное». Нумерация домов начинается от Планерной улицы.
Улица обладает запутанной нумерацией домов, которая не соответствует их расположению — чётные и нечётные адреса могут находиться на одной стороне.

## Примечательные здания и сооружения
По нечётной стороне:
- д. 7, к. 2 — ГБОУ школа № 883, Учебный корпус Волгоград;
- д. 11, к. 2 — ГБОУ школа № 883, Учебный корпус Ленинград;
- д. 19, к. 1, д. 21, д. 21, к. 1, д. 23, к. 1 (расположены на чётной стороне) — студенческий городок Российского химико-технологического университета имени Д. И. Менделеева;
- д. 19, к. 3 — ГБОУ школа № 883, Учебный корпус Смоленск;
- д. 23, к. 2 — ГБУЗ поликлиника № 219, филиал № 1;
- д. 23, к. 3 — ГБОУ школа № 883, учебный корпус Севастополь;
- д. 29 — Столичный колледж индустрии сервиса и гостеприимства;
- д. 29, к. 1 — Районная тепловая станция (РТС) «Тушино-5»;
- д. 33, к. 2 — ГБОУ школа № 1399;
- д. 37, к. 2 — ГБОУ школа № 1399, Дошкольное отделение.

По чётной стороне:
- д. 2 — ГБУ пансионат для ветеранов труда № 9;
- д. 2, к.1 — Храм Кирилла и Марии Радонежских в Тушине;
- д. 4 — Филиал Городской больницы № 67 Родильный дом № 1;
- д. 6, к. 1 — Парк-отель «Велес» с функциями профилактория;
- д. 6, к. 2 — санаторий-профилакторий ГМКБ «Вымпел» имени И. И. Торопова;
- дв. 8 — ФОК плавательный бассейн «Акватория»;
- д. 8, к. 1 — Колледж РосНОУ;
- дд. 14, 16, 18 — общежития Московского авиационного института;
- дв. 20 — ГБУ "Спортивная школа олимпийского резерва № 101 «Тушино» Москомспорта;
- д. 26 — плавательный бассейн «Лазурный»;
- вл. 26 — Спорткомплекс СпортТех Арена Северо-Запад.

## Транспорт

### Автобус
- 88, 88к: от Планерной улицы до Туристской улицы и обратно.
- 96: от Планерной улицы до Туристской улицы и обратно.
- 896: от Планерной улицы до улицы Героев-Панфиловцев и от Туристской улицы до Планерной улицы.

### Метро
- Станция метро «Планерная» Таганско-Краснопресненской линии — у восточного конца улицы, на Планерной улице.